# Jan Soetens

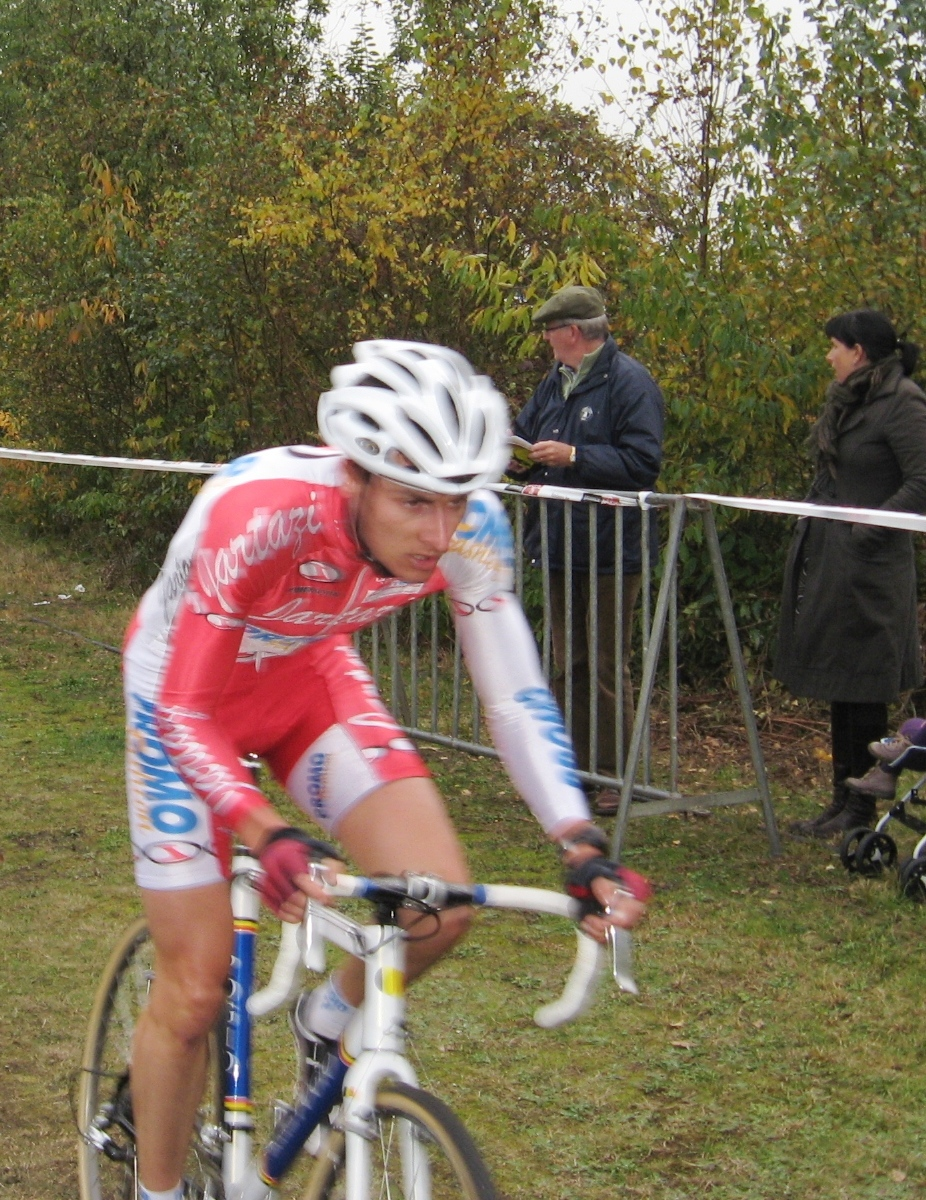
Jan Soetens

Jan Soetens (7 januari 1984) is een Belgisch voormalig veldrijder
Van 2006-2007 reed hij bij Jartazi. Op het laatste van zijn carrière reed hij bij Revor, net zoals Ben Berden en Erwin Vervecken. In 2005 werd hij Belgisch kampioen veldrijden bij de beloften in Wachtebeke voor de gedoodverfde favoriet Niels Albert en toenmalig wereldkampioen Kevin Pauwels. Daarna maakte hij meteen de overstap naar de profs, en behaalde vlug zijn eerste zege: de cross in Leudelange. In 2008 werd hij Belgisch kampioen bij de elite zonder contract in Hofstade voor Ben Berden.
Hij wond alsook de valiezen cross te Mullem.

## Uitslagen
- Hamme Zogge   7e SP
- Leudelange (Lux)   1ste
- Gieten   12e   SP
- Asper  Gavere    16e  SP
- Koppenberg : 16e            GVA
- Ruddervoorde : 7e      SP
- Bk elite zonder contract: 1e

Ook op de weg presteerde Jan goed met mooie resultaten in de Ronde van de Toekomst (de kleine Ronde van Frankrijk), Cirquito Montanes (kleine Vuelta) en nog anderen.
Abakoumov · Blanchy · Cauquil · De Groote · Derepas · Haynes · Hoogerland · Kaupas · Meul · Moeravjov · Nevens · Planckaert · Ronsse · Scheirlinckx · Soetens · Thys · Tombak · Van der Slagmolen · Van Mingeroet · François (stagiair) · Sladkov (stagiair)
Boyen · Cauquil · Coupé · Criquielion · Drouilly · Flahaut · François · Habeaux · Ickx · Kaupas · Lembo · Maes · Nevens · Omloop · Soetens · Striska · Tombak · Van Braeckel · Van Mingeroet · Vastaranta · Cammaerts (stagiair) · Deprez (stagiair)